# Hemisus barotseensis
Hemisus barotseensis es una especie de anfibio anuro de la familia Hemisotidae.

## Distribución geográfica
Esta especie es endémica del oeste de Zambia. Habita en la llanura de inundación de Barotsé a lo largo de los ríos Zambezi y Kafue.

## Etimología
El nombre de su especie, compuesto por barotse y el sufijo latín -ensis, significa "que vive, que habita", y le fue dado en referencia al lugar de su descubrimiento, la  llanura de inundación de Barotsé.

## Publicación original
- Channing & Broadley, 2002 : A New Snout-Burrower from the Barotse Floodplain (Anura: Hemisotidae: Hemisus). Journal of Herpetology, vol. 36, n.º 3, p. 367-372.[5]